# Friedrich Reinhardt Verlag
Der Friedrich Reinhardt Verlag ist ein Schweizer Verlag. Er wurde 1899 von Friedrich Reinhardt in München gegründet und 1944 von den Nationalsozialisten geschlossen. Der Verlag zog nach Basel um, wo er auch heute noch seinen Hauptsitz hat. Das Programm erstreckt sich von geistes- und sozialwissenschaftlichen Schriften über Sachbücher bis hin zu Kriminalromanen. Im Verlag wurde unter anderem das Standardwerk Psychologische Typen von C. G. Jung veröffentlicht. Weitere bekannte Autoren des Verlags waren beispielsweise Jean Piaget, Erich Fromm, Maria Montessori und Martin Buber.

## Geschichte
Gegründet wurde der Verlag im Jahr 1899 durch den Schweizer Druckunternehmer Friedrich Reinhardt in München. Die Nationalsozialisten schlossen den Verlag im Jahr 1944, woraufhin der Verlag nach Basel flüchtete. Dort unterhält er seither seine Zentrale.
1999 erweiterte der Verlag seine Tätigkeiten durch den Kauf der Druckerei Cratander AG. Dadurch kamen die Wochenzeitungen Birsigtal-Bote und Basel Live mit in den Verlag. Im Jahr 2002 wurde der Verlag Schudel & Co. AG in Riehen übernommen, sodass seither die Riehener Zeitung (RZ) als weitere Wochenzeitung im Friedrich Reinhardt Verlag erscheint. Am 1. Mai 2010 übernahm der Friedrich Reinhardt Verlag die LV Lokalzeitungen Verlags AG von der Basler Zeitung Medien.

## Verlagsprogramm
Neben Sachbüchern, Krimis und Romanen bringt der Verlag Geistes- und Sozialwissenschaftlichen Bücher wie beispielsweise die deutschsprachigen Herrnhuter Losungen heraus und vertreibt die dazugehörige App. Im Bereich der Sachbücher werden zahlreiche Themenbereiche wie u. a. Geschichte, Gesellschaft, Kunst, Kultur, Kochen, Natur und Sport abgedeckt.